# Granulifusus
Genre
Synonymes
- voir paragraphe #Synonymes

Granulifusus est un genre d'escargots de mer de la sous-famille des Fusininae dans la famille des Fasciolariidae. La plupart des espèces de ce genre vivent dans le Pacifique ou dans l'Océan Indien.

## Systématique
Le genre Granulifusus a été créé en 1954 par les malacologistes japonais Tokubei Kuroda (1886-1987) et Tadashige Habe (d) (1916-2001) avec pour espèce type Fusus niponicus E. A. Smith, 1879, rebaptisée  Granulifusus niponicus (E.A. Smith, 1879),.

### Synonymes
- Simplicifusus Kira, 1972

## Liste d'espèces
Selon World Register of Marine Species (16 septembre 2022) :
- Granulifusus amoenus Hadorn & Fraussen, 2005
- Granulifusus annae Kantor, Fedosov, Snyder & Bouchet, 2018
- Granulifusus babae Hadorn & Fraussen, 2005
- Granulifusus bacciballus Hadorn & Fraussen, 2005
- Granulifusus balbus Hadorn & Fraussen, 2005
- Granulifusus benjamini Hadorn & Fraussen, 2005
- Granulifusus captivus (Smith, 1889)
- Granulifusus consimilis Garrard, 1966
- Granulifusus dalli (Watson, 1882)
- Granulifusus discrepans (Kuroda & Habe, 1961)
- Granulifusus dondani M.A. Snyder, 2003
- Granulifusus faurei (Barnard, 1959)
- Granulifusus geometricus Hadorn & Fraussen, 2005
- Granulifusus guidoi Kantor, Fedosov, Snyder & Bouchet, 2018
- Granulifusus hayashii Habe, 1961
- Granulifusus jeanpierrevezzaroi (Cossignani, 2017)
- Granulifusus kiranus Shuto, 1958
- Granulifusus kurodai (Okutani & Sakurai, 1964)
- Granulifusus lochi Hadorn & Fraussen, 2005
- Granulifusus martinorum Cernohorsky, 1987
- Granulifusus monsecourorum Hadorn & Fraussen, 2005
- † Granulifusus musasiensis (Makiyama, 1922)
- † Granulifusus nakasiensis Hadorn & Fraussen, 2005
- Granulifusus niponicus (E.A. Smith, 1879) - espèce type
- Granulifusus noguchii (Habe & Masuda, 1990)
- Granulifusus norfolkensis Kantor, Fedosov, Snyder & Bouchet, 2018
- Granulifusus obesus Snyder, 2013
- Granulifusus poppei Delsaerdt, 1995
- Granulifusus pulchellus Hadorn & Chino, 2005
- Granulifusus rubrolineatus (G.B. Sowerby II, 1870)
- Granulifusus rufinodis (von Martens, 1901)
- Granulifusus staminatus (Garrard, 1966)
- Granulifusus tatianae Kantor, Fedosov, Snyder & Bouchet, 2018
- Granulifusus vermeiji M.A. Snyder, 2003
- Granulifusus westhuizeni Lussi, 2014
- Granulifusus williami (Poppe & Tagaro, 2006)

### Espèces mises en synonymie
- Granulifusus libratus (Watson, 1886), synonyme de Granulifusus dalli (Watson, 1882)
- Granulifusus simplex (E.A. Smith, 1879), acceptée comme « complexe Fusinus pauciliratus » Snyder, 2000
- Granulifusus suboblitus (Pilsbry, 1904), synonyme de Granulifusus niponicus (E.A. Smith, 1879)

### Publication originale
- (en + ja) Tokubei Kuroda et Tadashige Habe, « New Genera of Japanese Marine Gastropods », Venus, Malacological Society of Japan (d), vol. 18, no 2,‎ 1954, p. 84-97 (ISSN 2433-0698, lire en ligne).